# Сакьо Комацу
Сакьо Комацу (по английската Система на Хепбърн Sakyo Komatsu) е японски сценарист и писател на научна фантастика.

## Биография
Роден е през 1931 г. в Осака. След като завършва италианска литература в университета в Киото, работи на много различни места, но през 60-те години се заема изцяло с писателска дейност. Автор е на множество романи и повести. По 4 от романите на Комацу е сниман филм.